# Чистополь (городское поселение)
Городское поселение город Чистополь — муниципальное образование в Чистопольском районе Татарстана.
Административный центр — город Чистополь.
Находится в центре республики на левом (южном) берегу Камского залива Куйбышевского водохранилища.
По территории поселения проходят подъездные дороги к городу от автодорог Р-239 «Казань — Оренбург», Чистополь — Нижнекамск, Чистополь — Нурлат. Имеется крупная пристань и грузовой порт на Каме.

## История
Статус и границы сельского поселения установлены Законом Республики Татарстан от 31 января 2005 года № 44-ЗРТ «Об установлении границ территорий и статусе муниципального образования „Чистопольский муниципальный район“ и муниципальных образований в его составе».
23 декабря 2008 года посёлок Ерыклинский передан в состав поселения из Булдырского сельского поселения.

## Население
| 2009    | 2010    | 2011    | 2012    | 2013    | 2014    | 2015    |
| ------- | ------- | ------- | ------- | ------- | ------- | ------- |
| 61 111  | ↘60 763 | ↘60 760 | ↗60 821 | ↗60 987 | ↗61 097 | ↗61 116 |
| 2016    | 2017    | 2021    |         |         |         |         |
| ↘60 956 | ↘60 571 | ↘58 822 |         |         |         |         |

## Состав сельского поселения
| № | Населённый пункт | Тип населённого пункта        | Население |
| - | ---------------- | ----------------------------- | --------- |
| 1 | Чистополь        | город, административный центр | ↘58 815   |
| 2 | Ерыклинский      | посёлок                       |           |